# EgyptAir Cargo
EgyptAir Cargo és una aerolínia de càrrega egípcia amb seu al Caire i basada a l'Aeroport Internacional del Caire. Es tracta d'una filial d'EgyptAir. A data d'agost del 2018, l'aerolínia tenia una flota composta de dos avions Airbus A300-600RF i un Airbus A330-200P2F, amb una antiguitat mitjana de 23,3 anys. A més del seu país d'origen, duu a terme vols de càrrega a Alemanya, Bèlgica, els Emirats Àrabs Units, l'Iraq, Itàlia, el Líban, Rússia, Sud-àfrica, el Sudan del Sud, Turquia i el Txad.